# Мюоній
Мюо́ній — подібний до Гідрогену екзотичний атом, як ядро його виступає позитивний мюон μ+. Електронна хмара мюонію складається з одного електрона.
Зведена маса мюонію та його радіус першої борівської орбіти близькі до відповідних величин для атома Гідрогену. Тому хімічно мюоній поводиться як атомарний водень і може розглядатися як його надлегкий ізотоп; однак час життя цього атома дуже малий (мюон нестабільний і розпадається в середньому за 2,2 мкс). Хімічний символ — Mu. Хоча час життя мюона нетривалий, мюоній встигає утворити хімічні сполуки, наприклад, хлорид мюонію (MuCl) та мюонід натрію (NaMu). Мюоній утворюється, коли позитивний мюон гальмується і зупиняється в речовині, захопивши електрон з довкілля. Мюоній слід відрізняти від мюонних атомів, які виникають при захопленні звичайним атомом негативного мюона на електронну орбіту.